# Leo-Jozef Suenens
Leo-Jozef Suenens (Ixelles, Bélgica, 16 de Julho de 1904 — Bruxelas, Bélgica, 6 de Maio de 1996) foi arcebispo de Malinas-Bruxelas (1961 a 1979) e um cardeal católico (desde 1962). Foi também presidente da Conferência Episcopal Belga.
Com opiniões e tendências progressistas e liberais, ele defendeu o aggiornamento (mudança) da Igreja Católica no Concílio Vaticano II (1962-1965), onde foi nomeado um dos quatro moderadores do concílio pelo Papa Paulo VI. Após o Concílio, Suenens tentou implementar reformas e influenciar a Igreja a aceitar a sua interpretação liberal do chamado "espírito conciliar", tornando-se assim num crítico da Cúria Romana e da encíclica papal Humanae Vitae, que proibiu a contracepção por meios artificiais (ex: a pílula). Além das críticas, ele foi um grande defensor do ecumenismo e do diálogo e adaptação da Igreja ao mundo moderno. Os seus contributos para o desenvolvimento da Renovação Carismática Católica valeram-lhe o Prêmio Templeton, em 1976.